# Contea di Petroleum
La contea di Petroleum (in inglese Petroleum County) è una contea del Montana, negli Stati Uniti. Il suo capoluogo amministrativo è Winnett e con i suoi 493 abitanti è la contea meno popolata dello Stato.

## Storia
La contea di Petroleum venne costituita nel 1924 da una parte della Contea di Fergus.

## Geografia fisica
La contea ha un'area di 4.336 km² di cui l'1,20% è coperto d'acqua. Confina con le seguenti contee:
- Contea di Phillips - nord
- Contea di Garfield - est
- Contea di Rosebud - sud-est
- Contea di Musselshell - sud
- Contea di Fergus - ovest

### Evoluzione demografica

Situazione demografica

## Città principali
- Winnett

## Aree non incorporate
- Cat Creek
- Flatwillow
- Teigen

## Strade principali
- Montana Highway 200